# گورا شوینتی اننه
گورا شوینتی اننه (به لاتین: Góra Świętej Anny) یک روستا در لهستان است که در گمینا لشنگتسا واقع شده‌است. گورا شوینتی اننه ۵۸۰ نفر جمعیت دارد.